# 1226 Golia
1226 Golia är en asteroid i huvudbältet som upptäcktes den 22 eller 23 april 1930 av den holländske astronomen Hendrik van Gent. Asteroidens preliminära beteckning var 1930 HL. Asteroiden fick senare namn efter Jacobius Golius, grundaren av Leidens observatorium.
Golias senaste periheliepassage skedde den 26 februari 2021. Asteroidens rotationstid har beräknats till 4,10 timmar